# Chaetogonopteron revanasiddaiahi
Chaetogonopteron revanasiddaiahi är en tvåvingeart som beskrevs av Olejnicek 2002. Chaetogonopteron revanasiddaiahi ingår i släktet Chaetogonopteron och familjen styltflugor.
Artens utbredningsområde är Karnataka (Indien). Inga underarter finns listade i Catalogue of Life.